# Skutskärs IF FK
Skutskärs IF FK är en fotbollsklubb från orten Skutskär i Älvkarleby kommun i Sverige. Klubben blev en fristående förening 1989, året då den 1915 bildade idrottsföreningen Skutskärs IF delades upp i Skutskärs IF Bandyklubb och Skutskärs IF Fotbollsklubb.
Skutskärs IF spelade sex säsonger i Division II, dåvarande andradivisionen, från det landsomfattande seriespelet i fotboll i Sverige började 1924/1925, och senast säsongen 1937/1938 1954/55.
Skutskärs IF/FK huserar nu (2015) i Herrar division 4 Gästrikland efter att 2014 ha vunnit division 5 Gästrikland överlägset med bara två tappade poäng (19 segrar en oavgjord noll förluster).